# Christophe Thomas Walliser
Pour les articles homonymes, voir Walliser.
Christophe Thomas Walliser, né à Strasbourg le 17 avril 1568 et mort dans la même ville le 26 avril 1648, est un musicien, chef d'orchestre, compositeur de chants religieux et scolaires, et professeur de musique strasbourgeois.

## Hommages
Une rue de Strasbourg, dans le quartier des Poteries, porte son nom.